# Jean Deroc
Jean Deroc (* 5. Mai 1925 in Zürich; † 30. Dezember 2015 in Windisch AG) war ein Schweizer Choreograf.

## Leben
Nach einer anfänglichen Ausbildung bei Mario Volkart in Zürich hatte Jean Deroc 1943 bereits als Achtzehnjähriger Gelegenheit, im Opernhaus Zürich (dem damaligen Stadttheater) als Solist aufzutreten. In den späten 1940er-Jahren setzte Deroc seine Ausbildung im Studio Wacker in Paris fort, unter anderem bei der russischen Tanzpädagogin Olga Preobrajenska von 1947 bis 1950.
Engagements als Solist hatte er unter anderem an der Pariser Comédie-Française 1948, am Malmö stadsteater (Schweden) 1951/52, an den Berliner Musikfestwochen (den späteren Berliner Festspielen) 1952 und als 1er danseur an der Opéra National de Lyon von 1953/54.
Als Choreograf wirkte Deroc unter anderem am Stadttheater St. Gallen 1954/55, am Stadttheater Luzern 1957/59, am Opernhaus Graz 1959/61, am Theater am Goetheplatz Bremen 1961/64, am Teatro La Fenice Venedig 1979 und am Opernhaus Sofia 1991.
Mit seinem Schweizer Kammerballett, das er 1965 nach der Rückkehr in die Schweiz gründete, brachte er neben dem klassischen Ballett auch Modern Dance und Jazztanz auf die Bühne. Das Schweizer Kammerballett ist die am längsten bestehende theaterunabhängige Ballett-Truppe der Schweiz.
1973 rief Deroc die Königsfelder Festspiele ins Leben, in denen sakrale und historische Themen mit den Mitteln des Tanzes dargestellt werden.
1974 war Deroc Mitinitiator bei der Gründung des Berufsverbands der Schweizer Tanzschaffenden dansesuisse (ursprüngliche Bezeichnung Schweizerischer Dachverband der Fachkräfte des künstlerischen Tanzes – SDT).

## Auszeichnungen
- Ehrenmedaille der Universität Coimbra (Portugal) 1966
- Prix Italia, Rom 1968
- Ehrenmedaille der Rubin Academy of Music Jerusalem 1969
- Künstler des Jahres, Schweiz. Sportjournalisten 1982
- Kunstpreis der Stadt Zürich, Sparte Tanz 1982
- Anerkennungsgabe der Stadt Zürich 2005

## Filme und Fernsehproduktionen
- ORF: Pulcinella 1959 (Choreografie)
- ZDF: Dies irae 1968, Oberon 1972, Der Flaschenteufel 1972 (Choreografien)
- Schweizer Fernsehen DRS: Formes et mouvement 1965, Berner Reformation 1978 (Choreografien)
- Schweizer Fernsehen TSR: Histoire de la danse 1978 (Choreografie)